# 千紙鶴 (邰正宵專輯)
《千紙鶴》是香港、台灣歌手邰正宵的第五張國語專輯，在1994年6月22日推出，這也是他在香港發行的第一張唱片。專輯第一主打歌是《千紙鶴》，而第二主打歌為他的大熱作品的《想你想得好孤寂》。
香港版易名為《想你想得好孤寂》，並特別加收《找一個字代替》和《九百九十九朵玫瑰》兩首歌。

## 曲目

### 台灣版
| 曲序 | 曲名                         | 曲                     | 詞                     | 編曲                     | 附註                                                                               |
| 01   | 千紙鶴                       | 邰正宵                 | 邰正宵 林利南 李安修   |                          | 第一主打歌 臺視《貴客臨門》主題曲                                                  |
| 02   | 弱點                         | 邰正宵                 | 何啟弘                 | 藍玫瑰                   | 第三主打歌 臺視《二八年華》主題曲                                                  |
| 03   | 誰若愛你比我多               | 熊美玲                 | 林秋離                 |                          | 第四主打歌                                                                         |
| 04   | 我的心透明得看得見           | 邰正宵                 | 邰正宵 方文良          | 孫崇偉                   |                                                                                    |
| 05   | Just A Little                | Ron Elliott Bob Durand | Ron Elliott Bob Durand | the "Just A Little" Band |                                                                                    |
| 06   | 愛火照星空                   | 邰正宵                 | 李安修                 |                          |                                                                                    |
| 07   | 想你想的好孤寂               | 立川俊之               | 姚若龍                 | 王豫民                   | 第二主打歌 改編自日本歌手大事MAN兄弟樂團《愛しい人と逢える時》粵語版為《夜夜寂寞》 |
| 08   | 你的心是個謎                 | 邰正宵                 | 何啟弘                 |                          |                                                                                    |
| 09   | 情有可原                     | 邰正宵                 | 邰正宵                 |                          |                                                                                    |
| 10   | 分心                         | 邰正宵                 | 林利南                 |                          | 華視《劉伯溫傳奇》主題曲                                                           |
| 11   | 想你想的好孤寂（深夜回憶版） | 立川俊之               | 姚若龍                 | 王繼康                   |                                                                                    |

### 香港版
| 曲序                   | 曲名             | 曲     | 詞     | 編曲 | 附註                         |
| 前十一首歌與台灣版相同 |                  |        |        |      |                              |
| 12                     | 找一個字代替     | 熊美玲 | 林秋離 |      | 粵語版為譚詠麟《再見亦是淚》 |
| 13                     | 九百九十九朵玫瑰 | 邰正宵 | 林利南 |      | 粵語版為《几番风雨》         |

## 唱片版本
- 台灣CD版
- 香港CD版
- 內地CD版
- 錄音帶版